# Jan Ornoch
Jan Ornoch (* 30. Mai 1952 in Kuzawka, Woiwodschaft Lublin) ist ein ehemaliger polnischer Geher.
1971 kam er bei den Leichtathletik-Europameisterschaften in Helsinki im 20-km-Gehen auf den 17. Platz.
Bei den Olympischen Spielen 1972 in München wurde er Siebter im 20-km-Gehen und erreichte im 50-km-Gehen nicht das Ziel.
Im 20-km-Gehen belegte er bei den Europameisterschaften 1974 in Rom den fünften und bei den Olympischen Spielen 1976 in Montreal den 17. Platz.
Bei den Europameisterschaften 1978 in Prag gewann er Bronze im 50-km-Gehen.
Sechsmal wurde er Polnischer Meister im 20-km-Gehen (1971–1974, 1977, 1978) und einmal im 50-km-Gehen (1978).